# Game Over! (Urbanus)
Game Over! is het 53ste album in de reeks de avonturen van Urbanus

## Verhaal
Eufrazie is nog steeds overleden. Urbanus wordt op school uitgesloten omdat hij geen computerspelletjes heeft. Hij maakt zijn eigen Superfrigoboy, een computerspel. Wanneer Cesar hem aan diggelen slaat, wordt Urbanus helemaal uitgesloten. Maar dan wordt Cesar besmet met radioactief afval.

## Achtergronden bij het verhaal
- Bij Euro Disney komt Urbanus Donald Duck, Knibbel en Knabbel en nog een heleboel andere figuren van Walt Disney tegen.
- De naam "Superfrigoboy" is afgeleid van Gameboy.